# Contea di Hutchinson (Texas)
La contea di Hutchinson in inglese Hutchinson County è una contea dello Stato del Texas, negli Stati Uniti. La popolazione al censimento del 2010 era di 22 150 abitanti. Il capoluogo di contea è Stinnett. La contea è stata creata nel 1876 dalla Contea di Bexar, ma non è stata organizzata fino al 1901. Il suo nome deriva da Andrew Hutchinson, procuratore del Texas.

## Geografia fisica
| Anno | Popolazione | ±%       |
| ---- | ----------- | -------- |
| 1880 | 50          |          |
| 1890 | 58          | 16.0%    |
| 1900 | 303         | 422.4%   |
| 1910 | 892         | 194.4%   |
| 1920 | 721         | −19.2%   |
| 1930 | 14,848      | 1,959.4% |
| 1940 | 19,069      | 28.4%    |
| 1950 | 31,580      | 65.6%    |
| 1960 | 34,419      | 9.0%     |
| 1970 | 24,443      | −29.0%   |
| 1980 | 26,304      | 7.6%     |
| 1990 | 25,689      | −2.3%    |
| 2000 | 23,857      | −7.1%    |
| 2010 | 22,150      | −7.2%    |

Secondo l'Ufficio del censimento degli Stati Uniti d'America la contea ha un'area totale di 895 miglia quadrate (2320 km²), di cui 887 miglia quadrate (2301 km²) sono terra, mentre 7,5 miglia quadrate (19 km², corrispondenti al del territorio) sono costituiti dall'acqua.

### Strade principali
- State Highway 136
- State Highway 152
- State Highway 207

### Contee adiacenti
- Hansford County (nord)
- Roberts County (est)
- Carson County (sud)
- Moore County (ovest)
- Potter County (sud-ovest)
- Gray County (sud-est)
- Sherman County (nord-ovest)
- Ochiltree County (nord-est)

### Aree nazionali protette
- Lake Meredith National Recreation Area

## Storia
Nativi americani
I manufatti della cultura indiana dell'Antelope Creek abbondano lungo la valle del fiume canadese nella contea di Hutchinson. Gli archeologi hanno trovato 1.300 acri (5,3 km²) di selce di Alibates nell'area che è stata utilizzata come cava per modellare strumenti di selce. Anche gli Apache delle Pianure Nomadi si accamparono in questa zona, così come Comanche, Arapaho, Kiowa e Cheyenne.
Bent, St. Vrain e Company stabilirono una stazione commerciale in quest'area per attingere al commercio indiano. Conosciuto come Fort Adobe, fu fatto saltare in aria dai commercianti tre anni dopo a causa delle depredazioni indiane. Le rovine divennero note come Adobe Walls.
La prima battaglia di Adobe Walls ebbe luogo nel 1864 quando il generale James H. Carleton inviò il colonnello Kit Carson nell'area per vendicare i ripetuti attacchi indiani. Carson e diverse centinaia di soldati di cavalleria furono notevolmente superati in numero da Kiowa e Comanche e costretti a ritirarsi. La seconda battaglia di Adobe Walls ha avuto luogo nel 1874.
Un gruppo di cacciatori di bufali ha tentato la rivitalizzazione di Fort Adobe. I Comanches, Cheyenne, Arapaho e Kiowa videro il forte e la decimazione del branco di bufali come una minaccia alla loro esistenza. Lo stregone comanche Isa-tai profetizzò una vittoria e l'immunità ai proiettili dell'uomo bianco in battaglia. Quanah Parker guidò diverse centinaia di uomini in un'incursione al forte. I cacciatori di bufali costrinsero gli indiani a ritirarsi.
Prime esplorazioni
Nel 1541, una spedizione guidata da Francisco Vásquez de Coronado attraversò l'area alla ricerca delle Grandi Pianure di Quivira alla ricerca delle mitiche Sette Città d'Oro. Il conquistatore spagnolo Juan de Oñate vi passò attraverso nel 1601 durante la sua spedizione in Kansas.
I cacciatori di bufali e Comanchero del New Mexico cacciavano e commerciavano nelle vicinanze fino al 1870. La prima spedizione angloamericana che attraversò la contea fu guidata da Stephen H. Long, che scambiò il fiume canadese per il fiume Rosso, nell'agosto 1820.
Josiah Gregg portò la sua carovana di Santa Fe nel marzo 1840. Durante il mese di dicembre 1858, il tenente Edward Beale con 100 uomini attraversò la contea costruendo una strada militare finanziata dal governo federale, la prima ad essere costruita nel sud-ovest americano. La strada andava da Fort Smith, Arkansas, a Los Angeles. È stata chiamata Beale Wagon Road dal Segretario alla Guerra John B. Floyd.
I primi imprenditori del ranch
Nel novembre 1876, Kansan Thomas Sherman Bugbee fondò il Quarter Circle T Ranch. Lo Scissors Ranch fu iniziato nel 1878 da William E. Anderson presso il sito di Adobe Walls. Il ranch prendeva il nome dal marchio, che sembrava un paio di forbici.
Coloradan Richard E. McNalty si trasferì in Texas e fondò il Turkey Track Ranch, che vendette a Charles Wood e Jack Snider nel 1881. James M. Coburn, nato in Scozia, ha fondato la Hansford Land and Cattle Company. Il Quarter Circle T Ranch e lo Scissors Ranch furono venduti a Coburn nel 1882. Coburn acquisì il Turkey Track Ranch nel 1883.
Contea fondata
La contea di Hutchinson fu fondata nel 1876. La contea non fu organizzata fino al 1901, quando Plemons divenne il capoluogo della contea. Per i successivi quattro decenni, l'allevamento ha dominato l'economia della contea, mentre la coltivazione dei raccolti ha fatto progressi graduali.
Il giacimento petrolifero di Panhandle è stato scoperto negli anni '20.
Il 1 ° giugno 1923, il pozzo Sanford n. 1 J. C. Whittington nella contea sud-occidentale di Hutchinson raggiunse una profondità di 3.077 piedi (938 m) e trovò petrolio che scorreva. Le città sorsero in risposta. La popolazione è cresciuta rapidamente da 721 nel 1920 a 14.848 nel 1930 a seguito del boom del petrolio. Nel 1990, 526.670.107 barili (83733855,6 m³) di petrolio erano stati prelevati dalle terre della contea di Hutchinson dal 1923.
Stinnett divenne il capoluogo della contea dopo un'elezione speciale il 18 settembre 1926.